# Bokinfo
Bokinfo (tidigare Bokrondellen) är en svensk databas för information om böcker och bokförlag. Bokinfo HB ägs av Bonnierförlagen, Norstedts Förlagsgrupp, Förlagssystem och Natur & Kultur och startades 2004 under namnet Bokrondellen HB..
Bokinfo fungerar som en länk mellan bokhandeln och förlagen. I Bokinfo kan bokhandlare, och även bibliotek, beställa böcker från samtliga svenska förlag, och även hitta information om priser, lager, utgivning, med mera. Bokinfo förmedlar beställningarna, men det är förlagen själva som tar hand om distributionen.
Bokinfo har också till uppgift att skapa svenska standarder för bokinformation, exempelvis enhetliga definitioner, klassificeringar, och filformat. "Bokrondellen XML" är ett filformat som Bokinfo själva tagit fram för behandla artikelinformation från olika förlag.